# Hermann Spencker
Hermann Spencker (* 11. Januar 1897 in Schwerin; † 1. April 1975) war ein deutscher Arzt und Volkskammerabgeordneter für die LDPD. 
Der Sohn eines Oberstudiendirektors aus Schwerin besuchte das dortige Gymnasium. Spencker leistete Kriegsdienst im Ersten Weltkrieg und trat 1919 in die Deutsche Demokratische Partei ein. Von 1919 bis 1923 studierte er Medizin an den Universitäten Rostock und Freiburg im Breisgau und wurde 1923 zum Dr. med. promoviert. Von 1923 bis 1927 arbeitete er als Assistenzarzt in Freiburg im Breisgau und von 1927 bis 1929 als Sekundararzt in Hamburg-Geesthacht. Er ging 1929 als Internist und Leiter des diagnostischen Instituts der Allgemeinen Ortskrankenkasse nach Quedlinburg. Im Oktober 1932 wechselte er als Chefarzt der Inneren Abteilung an das Kreiskrankenhaus Quedlinburg und war von Oktober 1937 bis 1967 dessen Ärztlicher Direktor. Während des Zweiten Weltkriegs leistete er Kriegsdienst als Arzt. 
Nach dem Krieg wurde er 1945 Mitglied des Freien Deutschen Gewerkschaftsbundes (FDGB), 1946 der LDPD und des Kulturbundes (KB) und 1947 der Gesellschaft für Deutsch-Sowjetische Freundschaft (DSF). Von 1954 bis 1967 war er als Mitglied der LDPD-Fraktion Abgeordneter der Volkskammer. Von 1954 bis 1957 war er stellvertretender und von Januar 1957 bis 1967 Vorsitzender des Volkskammerausschusses für Gesundheitswesen. Mit 70 Jahren ging er in den Ruhestand. 
Er wurde 1955 Verdienter Arzt des Volkes und erhielt 1958 den Vaterländischen Verdienstorden in Silber sowie 1967 den Orden Banner der Arbeit.